# Storia della Tunisia dal 1956

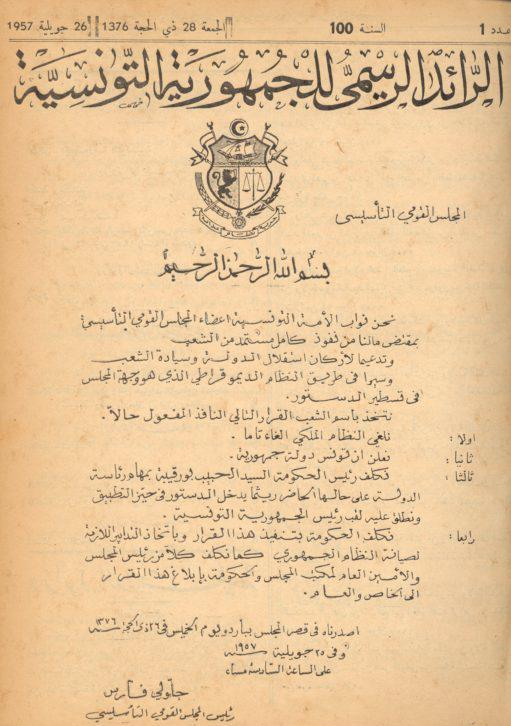
Proclamazione della Repubblica tunisina (26 luglio 1957)

La Tunisia diviene indipendente nel 1956, alla fine dell'occupazione francese (1881-1956).
Inizialmente un regno con sovrano Muhammad VIII al-Amin, nel 1957 diventa una repubblica con suo primo presidente Habib Bourguiba, sostituito nel 1987 da Zine El-Abidine Ben Ali. Quest'ultimo abbandona il Paese il 14 gennaio 2011 in seguito alla rivoluzione dei Gelsomini. Attualmente il capo di Stato è Kaïs Saïed e il capo del governo è Hichem Mechichi.

## Regno di Tunisia e nascita della Prima Repubblica tunisina
Nel marzo 1956 un'Assemblea Costituente è eletta con lo scopo di elaborare una nuova Costituzione che il re Lamine Bey si impegna a promulgare senza modifiche.
Nominato primo ministro, Habib Bourguiba, leader del Neo-Dustur (partito che deteneva tutti i seggi dell'Assemblea Costituente), accetta in un primo momento di governare in coabitazione con il re. Quest'ultimo approva alcuni decreti significativi del governo Bourguiba:
- 31 maggio 1956: abolizione dei privilegi nobiliari
- 2 agosto 1956: definizione del regime giuridico della nazionalità
- 13 agosto 1956: emanazione del Codice dello statuto della persona che dà alle donne diritti mai avuti in un Paese musulmano
- 6 settembre 1956: istituzione dell'Ordine dell'Indipendenza
- 18 luglio 1957: abolizione del regime degli habous privati e misti che rappresentavano più di un terzo delle terre coltivabili della Tunisia.

Tuttavia, durante i lavori della Costituente, Bourguiba decide di liquidare la casa reale. Pronuncia una vera e propria requisitoria contro la dinastia degli Husaynidi, e in particolare contro il re in carica Lamine Bey. L'Assemblea Costituente appoggia Bourguiba e così la monarchia è abolita il 25 luglio 1957. Bourguiba è nominato presidente in attesa della nuova Costituzione, promulgata il 1º giugno 1959.

## Presidenza Bourguiba (1959-1987)

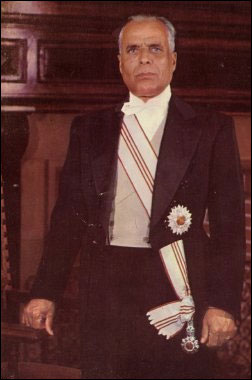
Ritratto ufficiale di Habib Bourguiba nel 1960

### Edificazione di uno Stato moderno
Padrone indiscusso della scena politica tunisina - l'opposizione interna al Neo-Dustur viene ben presto liquidata e il suo principale avversario Salah Ben Youssef, già condannato a morte in patria, è assassinato da suoi sicari in Germania nel 1961 - Habib Bourguiba indirizza il governo alla realizzazione dei programmi dichiarati relativi al completamento della sovranità nazionale e alla modernizzazione della società.
Le principali componenti dello Stato e della società sono "tunisinizzate", come l'apparato di sicurezza, la magistratura, gli organi di informazione, l'apparato diplomatico e l'amministrazione. I nuovi corpi dei governatori e dei delegati sono creati e i funzionari francesi sostituiti da tunisini. Anche se l'Islam resta la religione di Stato, il potere dei capi religiosi è ridotto. L'indipendenza monetaria è realizzata nel 1958 con l'istituzione della Banca centrale tunisina e la messa in circolazione del dinaro tunisino. Per combattere l'analfabetismo un decreto del 4 dicembre 1958 promulga l'istituzione di una "scuola nuova, moderna, unificata, gratuita e universale", al centro delle preoccupazioni del ministro dell'Educazione Mahmoud Messaadi. Anche se gli obiettivi più ambiziosi della riforma scolastica non sono realizzati nei tempi previsti, i risultati sono positivi poiché la scuola diventa onnipresente anche nelle zone più periferiche.

### Crisi di Biserta (1961-1963)
Poco dopo l'indipendenza, un contenzioso, noto come "crisi di Biserta" oppone Tunisia e Francia a proposito del porto omonimo. In effetti l'antica potenza coloniale conserva questa base navale strategica per mantenere la sua influenza sul Mediterraneo meridionale.
Nel 1961 la Tunisia rivendica la restituzione del porto di Biserta. La reazione militare francese è estremamente ferma. La crisi produce circa un migliaio di morti, quasi tutti tunisini. Ma la Francia deve infine cedere la base il 15 settembre 1963.

### Fallimento dell'esperimento socialista negli anni sessanta
Nel 1962-63 nasce il "socialismo desturiano": nel 1962 il Consiglio Nazionale del Neo-Dustur proclama l'adozione del socialismo e nel 1963 il Neo-Dustur adotta il regime del partito unico, che assume rinominandosi in Partito Socialista Desturiano. Queste due decisioni avvicinano la Tunisia al modello politico dei regimi totalitari dell'Europa dell'est. Lo Stato diventa principale responsabile del destino economico, sociale e politico del Paese e la libera iniziativa privata è ridotta al minimo. Il partito fagocita tutte le organizzazioni e associazioni indipendenti.
Sostenuto da Habib Bourguiba, il primo ministro Ahmed Ben Salah si consacra all'applicazione del suo programma economico e sociale. Nel 1964 le terre dei coloni francesi sono nazionalizzate. Tuttavia questa politica non ottiene i successi sperati. La politica socialista viene quindi abbandonata e Ben Salah perde le grazie di Bourguiba.
Il Consiglio della Repubblica, allora il più alto organo politico del Paese, decide l'abbandono della collettivizzazione nel 1969. Ben Salah è espulso dal partito e sottoposto a processo davanti all'Alta Corte.

### Timida ripresa economica nei primi anni settanta

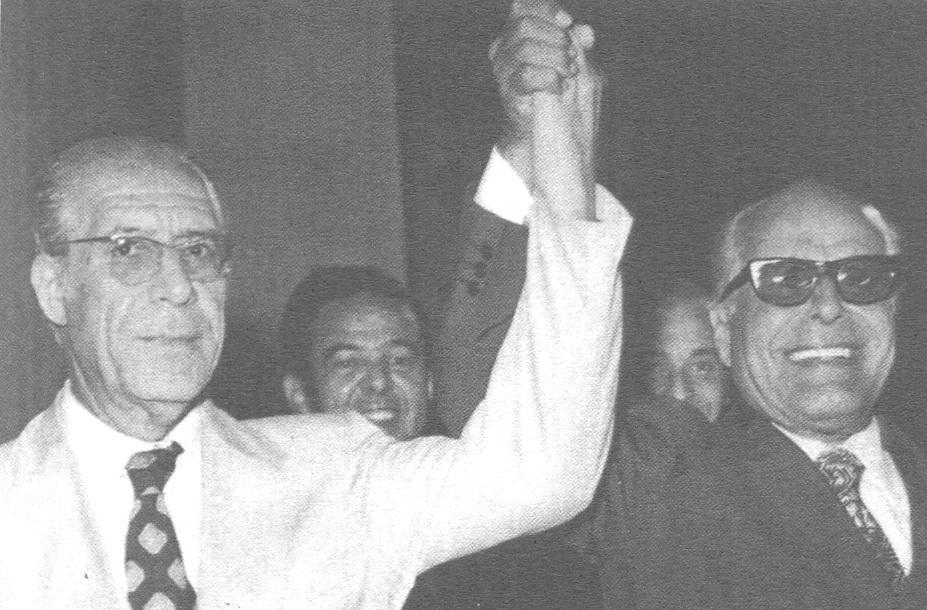
♙Hédi Nouira e Bourguiba nel 1974

Dopo un periodo di pausa di riflessione, Bourguiba sceglie Hédi Nouira, conosciuto per la sua opposizione alle politiche di collettivizzazione, come capo del governo. Il nuovo governo tenta di rilanciare, con investimenti mirati da parte dello Stato, l'iniziativa privata. Si cercano di attirare anche gli investimenti esteri.
Il che produce una timida ripresa economica. Si ottengono infatti un accrescimento del ritmo della produzione e la realizzazione di un vero slancio economico, grazie anche all'aumento del prezzo degli idrocarburi (un cardine dell'economia tunisina) e del susseguirsi d diversi anni piovosi che favorirono la produzione agricola. Ma, appena il costo del petrolio e le piogge cessarono di essere favorevoli, le incidenze negative della politica liberale di Nouira ebbero conseguenze pesanti sul piano degli squilibri sociali.

### Crisi generale tra gli anni settanta e ottanta
La timida ripresa è seguita da una crisi profonda, che tocca tutte le sfaccettature della società tunisina:
- Crisi delle università: consiste nella moltiplicazione delle agitazioni e tensioni che conoscono il loro apice con gli avvenimenti della primavera 1968 e l'entrata delle università in una crisi profonda che dura fino alla metà degli anni ottanta.
- Scontro tra il governo e il sindacato tunisino: la crisi culmina con lo sciopero generale del 26 gennaio 1978 e vari scrontri che fanno 52 morti e 365 feriti.
- Crisi del sistema politico, aggravata dalla lotta per la successione a causa della malattia di Bourguiba (che ha una prima crisi cardiaca nel 1975). I movimenti di opposizione politica fioriscono negli anni settanta e il regime autocratico non riesce ad adattarsi. Bourguiba si rifiuta continuamente ad ammettere il pluralismo politico. Il tutto culmina in una rivolta armata nella regione di Gafsa nel 1978 e nel 1980. In seguito a questi avvenimenti il primo ministro Nouira rassegna le dimissioni.

Questa situazione favorisce l'avanzata dell'islamismo, che porta il paese quasi ad una situazione di guerra civile. Nel 1983-84 le "rivolte del pane" fanno 70 morti. Nel 1986 il Paese passa attraverso una grave crisi finanziaria.
Sul finire dell'era Habib Bourguiba, all'interno del governo assume un rilievo sempre più importante la figura di Ben Ali, ministro dell'Interno poi primo ministro.

## Presidenza Ben Ali (1987-2011)

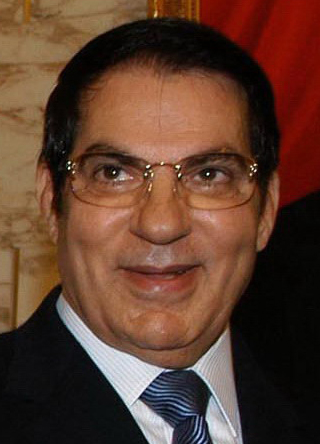
Ritratto di Ben Ali

### Sviluppo economico e timida democratizzazione
Il 7 novembre 1987, Zine el-Abidine Ben Ali depone il presidente Bourguiba per senilità e prende in mano il potere in seguito a un "colpo di stato medico" unico nel mondo arabo.
Ben Ali si proclama figlio spirituale del suo predecessore e avvia un timido processo di democratizzazione: abolisce la carica di presidente a vita, instaura un'età massima di 65 anni per presentarsi alle elezioni presidenziali, limita a tre, e di durata quinquennale, i mandati massimi del Capo di Stato (queste restrizioni vennero in seguito abrogate per favorire la rielezione di Ben Ali), legalizza parzialmente le associazioni e i partiti politici.
Sul piano economico e sociale Ben Ali riesce a modernizzare il Paese, che raggiunge una prosperità non comune rispetto all'Africa e al mondo arabo. Ben Ali inoltre reprime severamente l'islamismo: il partito Ennahda, che aveva ottenuto un ottimo risultato alle elezioni legislative del 1991 (non riuscendo ad eleggere comunque nessun parlamentare a causa della legge maggioritaria), è messo fuori legge e centinaia di islamisti sono processati e condannati a pene pesanti.
Nel 1994 si svolgono le prime elezioni legislative che garantiscono ai partiti d'opposizione una quota di seggi in parlamento, ma Ben Ali resta l'unico candidato alla Presidenza (confermato nel 1999 e nel 2004).
Moncef Marzouki, fondatore nel 2001 del partito Congresso per la Repubblica, il quale aveva annunciato la sua candidatura all'elezione presidenziale nel 2004 ma la cui candidatura era stata impedita, protesta ed è imprigionato per diversi mesi.
Nel 2009 una nuova riforma costituzionale apre ai dirigenti dei vari partiti politici la possibilità di candidarsi alla Presidenza, ma le elezioni pluraliste (tre candidati) di quell'anno vedono ancora il trionfo di Ben Ali.

### Contestazioni e difficoltà del regime
Nella primavera 2000 una crisi politica è scatenata dallo sciopero della fame del giornalista Taoufik Ben Brik (corrispondente de La Croix).
Il vecchio Habib Bourguiba muore il 6 aprile 2000. I suoi funerali sono organizzati con imponenti misure di sicurezza e senza copertura televisiva.
L'11 aprile 2000 un camion-bomba colpisce la sinagoga El Ghriba a Gerba e fa 19 vittime, di cui 14 sono turisti stranieri.
In questo contesto il timido processo di democratizzazione subisce alcune battute d'arresto. Nel 2002 una riforma costituzionale approvata tramite referendum innalza a 75 anni l'età massima per essere eletto alla Presidenza e sopprime il limite dei tre mandati.
La repressione degli oppositori al regime è intensificata.
A partire dal 18 dicembre 2010, nel Paese esplode una grave crisi sociale, in seguito al suicidio per disperazione di un giovane disoccupato datosi alle fiamme, Mohamed Bouazizi. Il movimento di contestazione si allarga rapidamente a tutte le città tunisine.

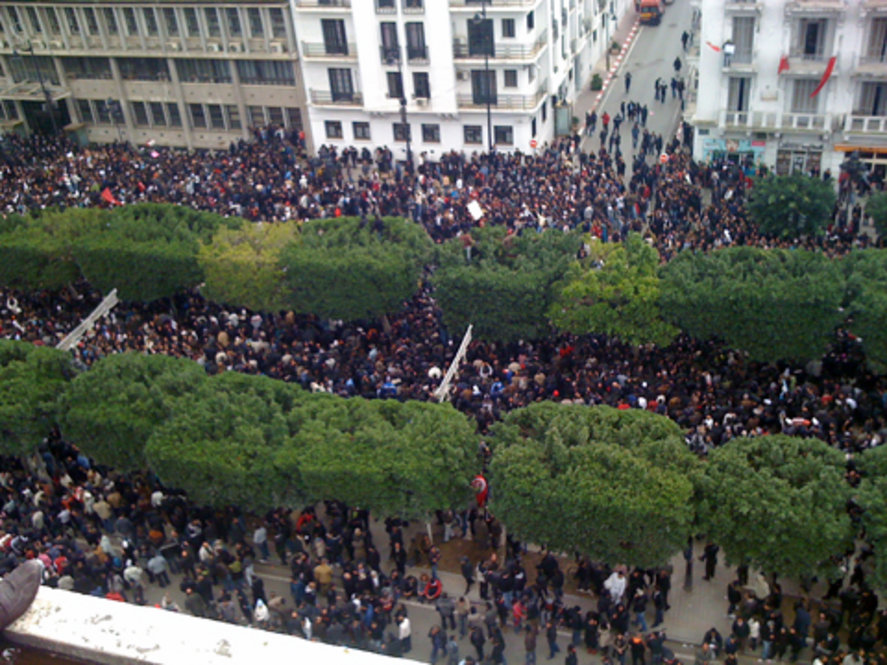
Manifestazione sull'avenue Habib-Bourguiba di Tunisi il 14 gennaio 2011

## Transizione democratica (2011-2014)
Quest'ultima crisi sociale dà il colpo di grazia ad un regime ormai in grave difficoltà. Il 14 gennaio 2011 Ben Ali è costretto a lasciare il Paese a seguito dell'esplosione della protesta popolare.
Lo storico oppositore Rachid Ghannouchi, ideologo islamico moderato in esilio a Londra dal 1991, rientra in patria e il suo partito Ennahda viene riammesso alla legalità, come la maggior parte dei partiti fino ad allora clandestini.
Si apre quindi un processo di transizione, gestito dal capo di Stato "supplente" Fouad Mebazaâ e dal primo ministro Beji Caid Essebsi, che porta a una democratizzazione della vita politica del Paese (con la legalizzazione dei partiti precedentemente fuori legge), all'elezione di un'Assemblea costituente (23 ottobre 2011) e all'elezione presidenziale di Moncef Marzouki (12 dicembre 2011), leader del Congresso per la Repubblica, che nomina primo ministro Hamadi Jebali, segretario di Ennahda, partito islamico moderato che detiene la maggioranza dei seggi dell'Assemblea.
Il 2013 vede il tessuto politico tunisino funestato dagli omicidi di Chokri Belaid il 6 febbraio, e di Mohamed Brahmi il 25 luglio. L'assassinio dei due esponenti politici di sinistra scatena in tutto il Paese disordini e manifestazioni di protesta contro il partito di governo Ennahda, accusato di connivenza con i gruppi islamici oltranzisti ritenuti responsabili dei due omicidi. Al primo ministro Jebali subentrano Ali Laarayedh e quindi Mehdi Jomaa.
Il 26 gennaio 2014 entra in vigore una nuova Costituzione, che contiene garanzie di libertà ed uguaglianza, principi di tutela delle tradizioni e un'"introduzione rivoluzionaria" dei "nuovi diritti", e indica nella forma di governo una Repubblica semipresidenziale. Le elezioni legislative del 26 ottobre 2014, le prime giudicate a livello internazionale sostanzialmente rispettose delle tradizioni democratiche parlamentari e realmente multipartitiche, registrano l'inatteso trionfo del partito di orientamento laico e progressista Appello della Tunisia, a scapito di Ennadha.

## Seconda Repubblica tunisina
Il presidente uscente Marzouki viene sconfitto da Beji Caid Essebsi, leader di Appello della Tunisia ed ex funzionario sotto le presidenze Bourguiba e Ben Ali, nelle elezioni presidenziali del novembre-dicembre 2014 (le prime libere consultazioni presidenziali nella storia del Paese). Essebsi giura come Presidente il 31 dicembre, e in febbraio nomina primo ministro Habib Essid, sostituito nel 2016 da Yūssef al-Shāhed.